# Condado de Del Norte
El condado de Del Norte (en inglés: Del Norte County), fundado en 1857, es uno de 58 condados del estado estadounidense de California. En el censo de los Estados Unidos de 2020 el condado tenía una población de 27 743 habitantes, y en el de 2010 tenía una densidad poblacional de 28.4 personas por milla² (alrededor de 74 personas por km²). La sede del condado es Crescent City.

## Geografía
Según la Oficina del Censo, el condado tiene un área total de 3185.7 km², de la cual 2610.7 km² es tierra y 575 km² (18.05%) es agua.

### Condados adyacentes
- Condado de Curry, Oregón (norte)
- Condado de Josephine, Oregón (noreste)
- Condado de Siskiyou (este)
- Condado de Humboldt (sur)
- Océano Pacífico (oeste)

### Localidades

#### Ciudades
Crescent City 

#### Lugares designados por el censo
Bertsch-Oceanview |
Crescent City North |
Klamath |
Smith River 

#### Áreas no incorporadas
Adams Station |
Camp Klamath |
Darlingtonia |
Douglas Park |
False Klamath |
Fort Dick |
French Hill |
Gasquet |
Hiouchi |
Hoppaw |
Idlewild |
Klamath Glen |
Pacific Shores |
Patrick Creek |
Peak Eight |
Requa |
Rockland |
Scaath |
Tryon Corner |
Yontocket 

## Demografía
En el censo de 2020, había 27 743 personas, 9805 hogares, y 11 434 unidades habitacionales; la densidad poblacional en 2010 era de 28.4 personas por milla² (~74 per km²). En 2020 la demografía del condado era de 78.1% blancos, 3.5% afroamericanos, 9.7% amerindios, 3.1% asiáticos, 0.2% isleños del Pacífico, y 5.4% de dos o más razas. 20.1% de la población era de origen Hispanic (o latino) de cualquier raza, y 62% era de blancos quienes no eran hispanos. En 2020 los ingresos medios por hogar en el condado eran de $49 981, y la renta per cápita para el condado era de 24 361.
En 2020 18.5% de la población estaban por debajo del umbral de pobreza.

## Transporte

### Principales autopistas
- U.S. Route 101
- U.S. Route 199
- Ruta Estatal 169
- Ruta Estatal 197